# Tomás Capogrosso
Tomás José Capogrosso (Rosário (Argentina), 8 de setembro de 2002) é um voleibolista indoor e jogador de vôlei de praia argentino, com marca de alcance de 339 cm no ataque e 320 no bloqueio, que no vôlei indoor foi medalhista de prata no Sul-Americano Sub-19 na Colômbia e de bronze na edição do Campeonato Mundial Sub-19 de 2019 na Tunísia.

## Carreira
A prática do voleibol em sua família pode ser dito que  "corre em suas veias", primeiro pela paixão transmitida por seu pai Néstor, ex-jogador amador do Rosario Sonder , também por sua mãe Florencia, assim como por seu irmão Nicolás Capogrosso que é voleibolista de praia, e acompanhando as partidas deste  ainda no indoor, logo aos oito anos trocou o futebol e natação pelo vôlei, se tornando ponteiro passador, e na temporada 2018-19 jogou no mesmo clube que seu pai. 
Em 2018 serviu a seleção argentina na edição do Campeonato Sul-Americano Sub-19 em Sopó, na Colômbia, obtendo a medalha de prata.Em 2019 pelo Rosario Sonder alcançando a promoção para a Liga A2 Argentina.
E disputou em 2019 a edição do Campeonato Mundial Sub-19 realizado em Tunis e conquistou a medalha de bronze. Na temporada 2019-20 foi contratado pelo Puerto General San Martín Vóley e disputou a Liga A Argentina.
Em 2021 inicia no vôlei de praia  ao lado de Bautista Amieva conquistando a quarta posição em Assunção na primeira e segunda etapa do Classificatório para os Jogos Pan-Americanos Júnior em Cáli, qualificados terminaram nos referidos jogos na quinta posição. No Circuito Mundial estrearam no torneio uma estrela de Warsaw obtendo o quinto lugar, obtendo seu primeiro pódio com a conquista do bronze no torneio uma estrela de Apeldoorn.
Em 2022 passa formar dupla com seu irmão Nicolás Capogrosso, juntos atuaram pelo Circuito Sul-Americano 2021-22 e obtiveram a prata na segunda etapa realizada em San Juan (Argentina) e na quarta etapa de Viña del Mar, mas, conquistaram os títulos na quinta etapa realizada em Mollendo e na sexta etapa de Cochabamba, obtendo o quinto lugar no Finals CSVP em Uberlândia. No Challenge do Circuito Mundial de 2022 disputaram as etapas de Tlaxcala e Itapema, disputaram o Elite 16 do Circuito Mundial na etapa de Jūrmala. Disputaram o Mundial de 2022 em Roma.

## Títulos e resultados
- Torneio 1* de Apeldoorn do Circuito Mundial de Vôlei de Praia de 2021